# Лагунное
Лагунное — озеро в Южно-Курильском районе Сахалинской области России, располагается на острове Кунашир. Площадь поверхности — 3,5 км², по другим данным — 3,45 км². Площадь водосборного бассейна — 20,4 км². Размеры озера — 2,2 на 1,6 км, по другим данным — 2,6 на 1,5 км. Средняя глубина — 9,8 м, максимальная — 23,4 м.
Находится в 6 км северо-западнее Южно-Курильска в средней части острова на западном его берегу на высоте 1 м над уровнем моря. От озера до Южно-Курильска простирается Южно-Курильский перешеек. На восточном берегу озера — посёлок Лагунное.
В северную часть озера впадает река Первухина. С запада соединено протокой с бухтой Первухина Кунаширского пролива.
В Лагунном и реках его бассейна нерестятся горбуша и кета, в том числе кета озёрного экотипа, отмечены мелкочешуйная и крупночешуйная красноперки-угаи, короткоперый трехзубый бычок. В окрестностях озера обитает дальневосточная лягушка. Произрастают шелковник волосолистный, рдест Potamogeton × nitens.
На берегу озера — стоянка и поселения, относящиеся к периодам дзёмон, тобинитай/сацумон и охотской культуре.

## Данные водного реестра
По данным государственного водного реестра России относится к Амурскому бассейновому округу, речной бассейн — бассейны рек острова Сахалин, водохозяйственный участок — Курильские острова.
Код объекта в государственном водном реестре — 20050000311118300002696.